# Capilla de San Benito (Sumvitg)

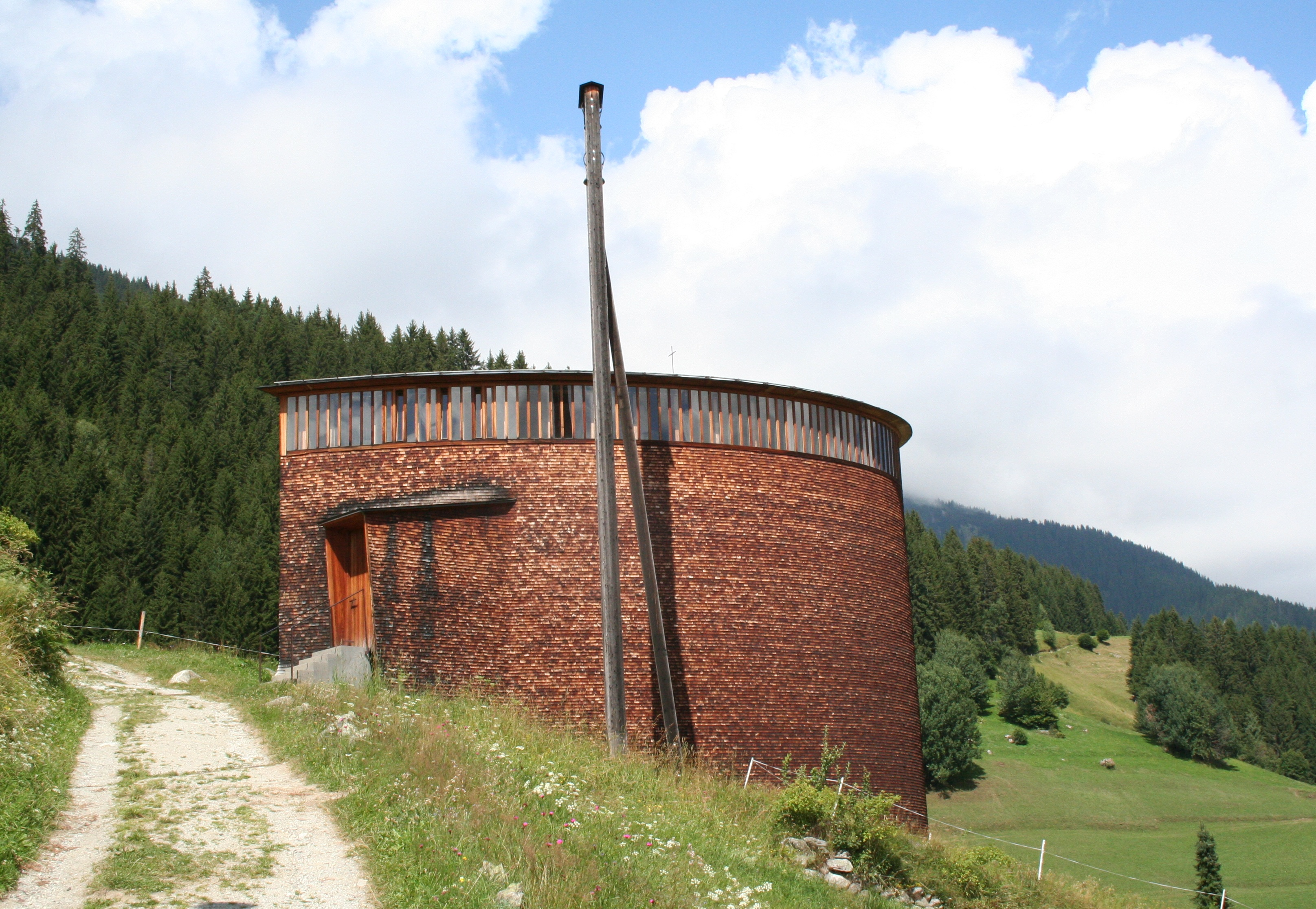
Capilla de San Benito en Sumvitg.

La capilla de San Benito (en romanche: Caplutta Sogn Benedetg) es un edificio religioso ubicado en la comuna de Sumvitg, cantón de los Grisones, Suiza. Fue diseñada por el arquitecto suizo Peter Zumthor y construida entre 1984 y 1989.

## Distinciones
- 1992: Neues Bauen in den Alpen
- 1994: Auszeichnungen für gute Bauten Graubünden